# David (adellijk huis)
David ook David de Lossy en David-Fischbach Malacord, is een Belgisch adellijk huis.

## Geschiedenis en genealogie
- Pierre-Joseph David (1795-1848), volksvertegenwoordiger en leerlooier, burgemeester van Francorchamps, trouwde met Marie-Thérèse Fischbach. Het echtpaar had verschillende kinderen, onder wie drie zoons die in de erfelijke adel werden opgenomen.
  - Jean Nicolas Louis Armand Joseph David (Stavelot, 11 augustus 1830 - Brussel, 26 maart 1902) trouwde in Reims in 1863 met Berthe de Lossy (1840-1928). In 1888 werd hij opgenomen in de erfelijke adel, met de titel ridder, overdraagbaar bij eerstgeboorte.
    - Edmond David (1865-1914), burgemeester van Flawinne, trouwde in Brussel in 1893 met Jeanne Sacqueleu (1873-1915).
      - Fernand David (1894-1983), burgemeester van Flawinne, lid van de Hoge Jachtraad, trouwde in Elsene in 1919 met barones Claire de Bethune (1892-1974). In 1929 kreeg hij vergunning om de Lossy aan de familienaam toe te voegen. Ze kregen vijf kinderen, met afstammelingen tot heden.

  - Pierre Joseph Hubert François Antoine Leon David (Stavelot, 1 december 1831 - Leuven, 25 augustus 1914), burgemeester van Ferrières en provincieraadslid, werd in 1888 in de Belgische erfelijke adel opgenomen. In 1859 was hij geadopteerd door zijn oom langs moederszijde Hubert Fischbach Malacord, burgemeester van Zelem. Hij trouwde in Leuven in 1859 met Léonie van Gobbelschroy (1839-1913), dochter van Jean van Gobbelschroy en Jeanne Marchel. Op 25 augustus 1914 stierf hij in Leuven, samen met zijn jongste zoon Léon David (1872-1914) tijdens de Duitse aanval op deze stad. Het echtpaar had vier kinderen, die zonder afstammelingen-naamdragers bleven, zodat deze familietak in 1914 uitdoofde.
    - Marie David (1860-1921) trouwde in 1882 met baron Edouard Descamps (1847-1933), hoogleraar en senator.
    - Anne David (1864-1920) trouwde in 1885 met baron Léon de Bethune (1864-1907), volksvertegenwoordiger.

  - Jean Pierre François Joseph David (Stavelot, 9 juli 1834 - 27 april 1901), burgemeester van Stavelot, werd in 1890 opgenomen in de Belgische erfelijke adel. Hij trouwde in 1871 met Léonie Neuville (1844-1881).
    - Pierre-Hubert David (Stavelot, 9 november 1872 - 7 augustus 1948), volksvertegenwoordiger, senator en schepen van Stavelot, verkreeg in 1922 de titel ridder, overdraagbaar bij eerstgeboorte. Hij trouwde in Luik in 1902 met Adèle Ancion (1879-1936), dochter van senator Alfred Ancion. Het echtpaar kreeg acht kinderen, onder wie twee kloosterzusters en twee priesters. Met afstammelingen tot heden.